# スワンの馬鹿! 〜こづかい3万円の恋〜
『スワンの馬鹿！ 〜こづかい3万円の恋〜』（スワンのばか こづかいさんまんえんのこい）は、2007年10月16日から12月18日まで、関西テレビの企画・制作により、フジテレビ系列（テレビ宮崎を除く）で、毎週火曜日の22:00 ‐22:54（JST）に放送されていた日本のテレビドラマ。上川隆也の民放の連続ドラマ初主演作。全10話（全11話の予定だったが1話短縮された）。なお、初回でもある2007年10月16日は、前時間帯で放送された『暴れん坊ママ』の初回10分拡大放送により、10分遅れで10分拡大の22:10 ‐23:14に放送された。
また10月30日はプロ野球（日本シリーズ）中継延長のため、1時間遅れの放送となった。

## ストーリー
湖面を優雅に滑る白鳥＝スワン。
『白鳥の湖』の旋律のように、なんとも美しい動きである。しかし、その白鳥、目に見えない水面下では水カキつきの足をバタつかせ、みっともないほど必死にもがいている。
文房具メーカー『パロット文具』営業2課・課長代理を務める会社員・諏訪野大輔は、職場では直向きに働き、部下からは金払いの良い上司と評判だが、実はそのイメージを保つ為に、必死に面倒見の良いキャラを演じていた。ある日、大輔は、妻・真澄から娘の受験の為に、自身の小遣いを3万円にすると宣告されてしまう。
その翌日、同じビルで働く加茂健司と時田秀喜から、お見合いパーティーのサクラのバイトに誘われた大輔は、そこで大学時代の元恋人・志摩子と再会を果たす。その一方で、大輔は会社の近くで時々見かける美女・香月絢菜のことも気になっていたが、IT関連会社社長・川瀬光充が現れて、平凡だった大輔の日常が、少しずつ変わり始める。

## 登場人物・キャスト
諏訪野大輔（すわの だいすけ）：上川隆也
本作の主人公。40歳。文房具メーカー『パロット文具』営業2課・課長代理を務める会社員。とにかく優しい性格で、金払いの良い上司を演じているが、実は、そのイメージを保つ為に、必死。妻・真澄から小遣いを3万円にすると宣告されてしまい、ローンや抜け毛等、悩みが絶えない。大学では水球をやっていて、日本代表にも選ばれた。
川瀬光充（かわせ みつる）：成宮寛貴
IT関連会社社長。26歳。東京大学在学時に起業し、若くして成功を収めた勝ち組。絢菜の元恋人。クールだが、熱い面もある。物語前半では諏訪野とは敵対関係であったが自身の解任後、和解した。会社は、『パロット文具』と同じビルの最上階にある。
加茂健司（かも けんじ）：劇団ひとり
カフェの店長代理。35歳。新婚（バカップル）だが、セックスレスである事が悩み。最終回で妻(演:小野香織)が妊娠したことを諏訪野に報告した。ちなみに比奈子曰く「30点」。
時田秀喜（ときた ひでき）：梶原善
食品会社の経理部課長代理。42歳。無類の女好き。離婚歴が1度ある。前妻との間に子供がおり、非常にしっかりしている。（が、子供もかなりの女好き）前妻が再婚し、自身も再婚したと嘘を吐く。冴えない中年だが、それでも昔は「モテモテ」「仕事一筋」だったらしい。
香月絢菜（かづき あやな）：芦名星
投資会社のアシスタントを務める美女。25歳。男性から憧れの的となっている。企業間のトラブルで父が自殺に追い込まれた過去があり、元恋人の川瀬を憎んでいるが、諏訪野に惹かれ、明るさを取り戻していく。
黒田比奈子（くろだ ひなこ）：前田敦子（当時AKB48）
志摩子の娘で、高校生。17歳。小悪魔的（大輔に対して）で、大人びた性格。母の元恋人である諏訪野に肉薄。
ストーリー初期時点では人物詳細を明かせなかったためキャストロールは比奈子のみの記載。
本人曰く「年上の男が好き」「私とママ、趣味が同じなの」
諏訪野理英（すわの りえ）：美山加恋
大輔と真澄の娘。10歳。少々おませで生意気な性格。母親とは仲が良いが、父親とは距離を置いている。
宇野 友子（うの ともこ）：橋本愛実
諏訪野の後輩。
熊切 妙子（くまきり たえこ）：伊藤麻実子
諏訪野の後輩。
波戸 隆（はと たかし）：林洋平
諏訪野の後輩で彼を慕っている。
高宮 昌則（たかみや　まさのり）：矢島健一
営業二課 課長（大輔の上司）。嫁は専務の娘。実は小遣い3万円の男。
典型的な保守的中間管理職だが、異常なほど明るい。
終盤、妻に浮気がばれてしまった（愛人とのデート中に携帯のリダイヤルボタンを押してしまって妻にかかったため）。
服部壮：上杉祥三
物語の黒幕。絢菜の上司だが彼女の父の会社を違法企業買収していた。
黒田志摩子（くろだ しまこ）：森口瑤子
大輔の大学時代の同級生にして元恋人。40歳。豪快な性格故に、トラブルも絶えない。諏訪野のことを「スワニー」と呼ぶ。
諏訪野真澄（すわの ますみ）：田中美佐子
大輔の妻で、理英の母親。43歳。元は大輔の先輩社員だったが、できちゃった結婚を機に、寿退社。娘の受験の為に、大輔の小遣いを3万円にすると、宣言する。大輔を尻に敷く悪妻（？）で勘も鋭い。終盤、大輔と絢菜の関係を誤解してしまい家出してしまった。

### ゲスト

#### 第2話
鈴木部長：沼崎悠
高宮課長の上司。

#### 第4話
半田俊男：竜雷太
スイーツ「ツンドラ」オーナー。
半田俊哉：逸見太郎
俊男の息子。

## 関連物
- DVD
  - スワンの馬鹿! 〜こづかい3万円の恋〜DVD-BOX
- CD
  - スワンの馬鹿! 〜こづかい3万円の恋〜オリジナルサウンドトラック
- 書籍
  - スワンの馬鹿!こづかい3万円の恋に学ぶサラリーマンの経済学（三上真治著）

## スタッフ
- 脚本：山田俊昌、旺季志ずか
- 音楽：佐橋俊彦
- 主題歌：ハラフウミ（原由子×風味堂）「夢を誓った木の下で」
- 協力：バスク、フジアール、ベイシス、レモンスタジオ
- プロデューサー：吉條英希・高橋萬彦・中岡多津子
- 演出：河野圭太・小林義則・城宝秀則
- 制作：関西テレビ、共同テレビ

## サブタイトル
| 各話                                                     | 放送日         | サブタイトル                         | 演出     | 視聴率 |
| -------------------------------------------------------- | -------------- | ------------------------------------ | -------- | ------ |
| 第1話                                                    | 2007年10月16日 | こづかい3万の恋                      | 河野圭太 | 10.5%  |
| 第2話                                                    | 2007年10月23日 | 恋バトル3万男VS社長                  | 河野圭太 | 9.0%   |
| 第3話                                                    | 2007年10月30日 | 胸キュンさせる法                     | 小林義則 | 10.4%  |
| 第4話                                                    | 2007年11月6日  | 元カノVS未来カノ                     | 河野圭太 | 7.9%   |
| 第5話                                                    | 2007年11月13日 | 大ピンチ隠し子発覚!?                 | 小林義則 | 7.7%   |
| 第6話                                                    | 2007年11月20日 | 今夜ついに涙の別れ衝撃プロポーズ作戦 | 河野圭太 | 7.3%   |
| 第7話                                                    | 2007年11月27日 | わが子と涙の別れ                     | 小林義則 | 7.9%   |
| 第8話                                                    | 2007年12月4日  | 美女と温泉旅行!?                     | 河野圭太 | 6.8%   |
| 第9話                                                    | 2007年12月11日 | 恐るべし妻の直感                     | 城宝秀則 | 7.9%   |
| 第10話                                                   | 2007年12月18日 | 恋の大どんでん!?                     | 河野圭太 | 7.4%   |
| 平均視聴率8.3%（視聴率は関東地区・ビデオリサーチ社調べ） |                |                                      |          |        |

## 放送時間
- 火曜日22:10 ‐23:14（第1話）
- 火曜日23:00 ‐23:54（第3話）※プロ野球中継延長のため
- 火曜日22:20 ‐23:14（第7話）※バレーボール中継延長のため
- 火曜日22:00 ‐22:54（第2、第4 ‐6話、第8 ‐第10話）